# Touch you, tonight
「Touch you, tonight」（タッチ・ユー・トゥナイト）は、八神純子の14枚目のシングル。1982年10月21日にディスコメイトレコードからリリースされた。

## 概要
A面曲「Touch you, tonight」の作詞は、「みずいろの雨」「パープルタウン 〜You Oughta Know By Now〜」などを手掛けた三浦徳子が担当した。
B面曲「Miss プルーメリア」は八神自身が作詞・作曲・編曲を手掛けている。オリジナルアルバムには未収録であり、2009年3月18日に発売されたCD-BOX『八神純子 1974〜1986 SINGLES plus』に初収録された。

## 収録曲
1. Touch you, tonight (4分31秒)
作詞：三浦徳子 / 作曲：八神純子 / 編曲：瀬尾一三
2. Miss プルーメリア (3分53秒)
作詞・作曲・編曲：八神純子

## リリース日一覧
| 地域 | リリース日     | レーベル                            | 規格                   | カタログ番号 | 備考   |
| ---- | -------------- | ----------------------------------- | ---------------------- | ------------ | ------ |
| 日本 | 1982年10月21日 | ディスコメイトレコード              | シングル盤             | DSF-235      | STEREO |
| 日本 | 2023年3月30日  | Yamaha Music Entertainment Holdings | デジタル・ダウンロード |              | mora   |

## 関連作品
- アルバム『LONELY GIRL』